# Reinhold Stober
Reinhold Stober (* 20. Februar 1949 in Naumburg/Saale) ist ein deutscher Chirurg. Er wurde nach Spezialausbildungen in Handchirurgie, Rettungsmedizin, Unfallchirurgie, Gefäßchirurgie 1996 in Ulm zum Professor ernannt und leitete bis 2016 das Handchirurgie-Zentrum der Hirslanden Klinik Aarau (Schweiz).

## Leben
Reinhold Stober, dessen Vater Wolfram Stober ebenfalls Chirurg war, studierte von 1967 bis 1973 Humanmedizin in Saarbrücken/Homburg und Tübingen. 1974 schloss er seine Promotion mit Auszeichnung (summa cum laude) ab. Nach kurzer Zeit als Assistenzarzt im Institut für Pathologie in Pforzheim begann Stober 1975 seine chirurgische und handchirurgische Facharztausbildung in Köln-Merheim bei Wilhelm Schink, die er 1980 abschloss. Danach wechselte er an das Universitätsklinikum Ulm, wo er bis 1987 mehrere Spezialausbildungen absolvierte. Nach der Habilitation in Ulm wurde Stober 1987 zum Leiter der Abteilung für Hand- und Mikrochirurgie der Orthopädischen Klinik am Kantonsspital St. Gallen berufen. 1989 erhielt er die volle Ausbildungsberechtigung für Handchirurgie. 1996 verlieh die Universität Ulm Reinhold Stober den Titel eines Professors. 2002 übernahm Stober die Leitung des Zentrums für Handchirurgie in der Hirslandenklinik in Aarau, die er bis 2016 innehatte. Er ist weiter in der Ausbildung von Handchirurgen tätig und erstellt Gutachten.

## Auszeichnungen
- 1980: Filmpreis der DGC (zusammen mit P. Brüser und H. Siegert)
- 1985: Wissenschaftspreis der AO

## Mitgliedschaften
- Deutsche Gesellschaft für Chirurgie (DGC)
- Deutsche Gesellschaft für Unfallchirurgie
- Arbeitsgemeinschaft für Osteosynthese (AO)
- Deutsche Arbeitsgemeinschaft für Handchirurgie
- Schweizer Gesellschaft für Handchirurgie
- Deutschsprachige Arbeitsgemeinschaft für Handchirurgie (DAH)
- Präsident der Jahrestagungen der DAH in St. Gallen 2001 und Aarau 2015[4]

## Schriften (Auswahl)
- Schwefelfarbstoffe für die Licht- und Elektronenmikroskopie. Dissertation. Universität des Saarlandes, Anatomisches Institut, 1974.
- Evozierte Potentiale in der Funktionsdiagnostik peripherer Nerven. Habilitationsschrift. Universität Ulm 1987.
- Chirurgische Therapie des Weichteilschadens (Aktuelle Probleme in Chirurgie und Orthopädie, Bd. 38.) Hans Huber Verlag, Bern 1991, ISBN 3-456-81910-2.
- Durchblutungsstörungen an der oberen Extremität. In: A-K. Martini (Hrsg.) Orthopädie und orthopädische Chirurgie Ellbogen, Unterarm, Hand. Thieme Verlag, Stuttgart/New York 2002, ISBN 978-3-13-126211-0.
- The thoracic outlet syndrome. In: Handchirurgie, Mikrochirurgie, Plastische Chirurgie, 38/1, 2006, S. 46–50.
- Prinzipien der Behandlung von Gefässverletzungen und -Defekten. In: H. Towfigh u. a.(Hrsg.): Handchirurgie, Band 2, Springer Verlag, Berlin/Heidelberg 2011, ISBN 978-3-642-11757-2, S. 139–154.